# Kelly McBroom
Kelly McBroom (* 23. März 1989) ist eine kanadische Skirennläuferin. Ihre stärksten Disziplinen sind der Super-G und die Abfahrt. Sie gehörte bis 2011 dem kanadischen Nationalkader an.

## Karriere
McBroom fuhr im Dezember 2004 ihre ersten FIS-Rennen und feierte schon zwei Monate später ihre ersten Siege. Ab dem nächsten Winter kam sie auch im Nor-Am Cup zum Einsatz, wo sie von Beginn an Top-10-Platzierungen erreichte. Ihren ersten Sieg in dieser Rennserie feierte sie am 13. Februar 2007 in der Abfahrt von Big Mountain, womit sie in der Saison 2006/07 den fünften Platz in der Abfahrtswertung erreichte. McBroom’s bestes Ergebnis bei Juniorenweltmeisterschaften war der zehnte Platz in der Abfahrt in Formigal 2008. Im selben Jahr wurde sie Kanadische Meisterin in der Super-Kombination. Nachdem sie in der Saison 2007/08 nur einen Podestplatz im Nor-Am Cup erzielt hatte, erreichte sie im ersten Monat der Saison 2008/09 gleich vier zweite Plätze (drei im Super-G und einen in der Abfahrt) sowie einen dritten Platz, die ihr schließlich zu Rang zwei in der Super-G-Wertung und Rang drei in der Abfahrtswertung verhalfen. Die Saison war für die Kanadierin allerdings schon vorzeitig zu Ende, denn am 1. Februar 2009 erlitt sie bei einem Sturz im Nor-Am-Riesenslalom in Nakiska schwere Verletzungen im rechten Knie.
Nach ihrer Verletzung konnte McBroom auch im gesamten Winter 2009/2010 an keinen Wettkämpfen teilnehmen. Ihr Renncomeback gab sie Anfang Dezember 2010, als sie in Lake Louise zum ersten Mal an zwei Weltcuprennen teilnahm, dabei aber nur Platzierungen im Schlussfeld erzielte. Bei den anschließenden Nor-Am-Cup-Rennen konnte sie mit bereits wieder mit der Spitze mithalten. Nach zwei Siegen in FIS-Rennen Ende 2010 erlitt McBroom zu Beginn des nächsten Jahres im Super-G-Training in Saalbach-Hinterglemm die nächste schwere Verletzung, einen Bruch des linken Unterschenkels.
McBroom begann 2011 ein Studium an der Montana State University in Bozeman und fährt – nach einjähriger Verletzungspause – seit Januar 2012 Rennen für die Universitätsmannschaft Montana State Bobcats.

## Erfolge

### Juniorenweltmeisterschaften
- Québec 2006: 28. Super-G
- Formigal 2008: 10. Abfahrt, 25. Super-G

### Nor-Am Cup
- Saison 2006/07: 5. Abfahrtswertung
- Saison 2008/09: 8. Gesamtwertung, 2. Super-G-Wertung, 3. Abfahrtswertung

- 8 Podestplätze, davon 1 Sieg:

| Datum            | Ort          | Land | Disziplin |
| ---------------- | ------------ | ---- | --------- |
| 13. Februar 2007 | Big Mountain | USA  | Abfahrt   |

### Weitere Erfolge
- Kanadische Meisterin in der Super-Kombination 2008
- 8 Siege in FIS-Rennen